# Fernando de Córdoba (mercader)
Fernando de Córdoba (- Málaga, septiembre de 1523) fue un mercader español de origen judío que se mudó a la región de Málaga durante el siglo XV.  Se involucró en el desarrollo social y económico del recién conquistado Reino de Granada y ha sido considerado como de gran importancia no solo por sus acciones sino por el peso de sus descendientes, la familia de Torres de Málaga.  Contribuyó al desarrollo de la Málaga de la posguerra, y en particular tuvo una determinante influencia en el sector inmobiliario y el mundo financiero de la época. Sin embargo también fue de gran relevancia el puesto ocupó durante las negociaciones para le reconciliación entre los judíos conversos y el imperio católico.

## Vida personal
Con independencia de su nombre, que sugiere Córdoba, no existe mucha información acerca de su procedencia y tampoco evidencia alguna de que viniese de allí. Lo que se sabe es que se trasladó a Málaga después de la guerra de Granada.
Para cuando instaló su residencia en Málaga, ya estaba casado con Inés Fernández y para el año 1496 la pareja ya tenía seis hijos: Diego, Alonso, Francisco, Juan, Luis y Gaspar de Torres. Todos ellos figurando en los registros como de Torres.
Las razones de dicha decisión se desconocen pero algunas explicaciones sugieren que la intención era diferenciarse del antiguo linaje, lo que en la época era una práctica muy común entre las familias acaudaladas de origen semita. Estos años coinciden con la congregación general de Cisneros en la cual se decidiría el destino de los judíos conversos bajo el poder de la Inquisición, periodo en el que los de Torres vieron morir a su madre y esposa Inés.
En el año 1514 casó con su segunda esposa Inés Márquez, también de origen judío y cuyos padres Alonso de Córdoba y Beatriz Márquez, vecinos de Málaga, fueron condenados por la Inquisición en dos ocasiones. De este matrimonio nacieron tres hijos: Melchor, Elvira y Rodrigo de Torres. Poco tiempo después Fernando moriría figurando como difunto en septiembre de 1523. 
Fue feligrés de la Iglesia de San Juan (Málaga), pero fue enterrado en el monasterio franciscano de San Luis el Real (ahora Sala María Cristina) como solicitó en vida, descansando en la capilla de los Ángeles que poseía y cuyo altar renacentista construido en madera de castaño en 1516 fue obra del arquitecto y escultor Nicolás Tiller, con un coste de 30 000 maravedíes.

## Obra y contribución
Hacia abril de 1493 Fernando de Córdoba ya estaba en Málaga envuelto en el negocio del suministro de carne; aunque no fue hasta unos meses después que se trasladó a Málaga oficialmente y juró la vecindad el 19 de noviembre de 1493. Desde su llegada a Málaga, Fernando trabajó ampliamente en la reactivación y recuperación de la localidad y su desarrollo mercantil y económico, llegando a convertirse en uno de los mercaderes más influyentes del ya cristiano Reino de Granada. El volumen de negocio y su posición financiera eran tales que a principios del reinado del emperador Carlos V era uno de los mayores arrendadores de la Hacienda castellana en la región. 
Años después los de Torres sufrieron el impacto del decreto de la Alhambra contra los judíos conversos que fueron detenidos por ejercer el judaísmo y haberse apartado de la ”fe verdadera”. Fernando fue arrestado y la mitad de sus posesiones incautadas y subastadas, las cuales incluían olivos, viñedos, molinos de aceite, ganado y otras propiedades que en su momento se las compró al morisco y gobernador local Fernando de Málaga, hijo del difunto Ali Dordux. 
Existe documentación que muestra que aquel momento Fernando de Córdoba (ya de Torres) poseía una fortuna de 10.000 ducados de oro. Esta cifra muestra el gran poder adquisitivo de los de Torres; prácticamente 60 veces por encima de la media de las familias ricas de la región. Para el primer trimestre del año 1509 la Inquisición levanto los cargos contra Fernando y su familia y este no tardó mucho tiempo en volver a recuperarse de las desproporcionadas multas impuestas. 
Inversiones en bienes inmuebles tanto en el campo como en el casco urbano, así como préstamos hipotecarios eran actividades muy frecuentes entre los judíos de la época, y en particular eran de especial interés para Fernando. Esto explica la inmensa cartera de inmuebles que consiguió acumular en la región de Málaga, que no solo suponía un indicador de su estatus económico y social sino que también fue lo que le permitió participar activamente en política y en especial en el acuerdo de conciliación entre los judíos y el rey católico. Como resultado los judíos se reconciliaron con la Iglesia católica y obtuvieron la calificación (para ellos y sus descendientes) necesaria para ocupar altos puestos públicos en la Administración e, incluso, en la Iglesia.